# چونلی پاگنبورگ
چونلی پاگنبورگ (انگلیسی: Chhunly Pagenburg؛ زادهٔ ۱۰ نوامبر ۱۹۸۶) بازیکن فوتبال اهل آلمان است.
از باشگاه‌هایی که در آن بازی کرده‌است می‌توان به باشگاه فوتبال اف‌اس‌وی فرانکفورت، باشگاه فوتبال قوت-وایس ارفورت، باشگاه فوتبال مونیخ ۱۸۶۰، و باشگاه فوتبال نورنبرگ اشاره کرد.
وی همچنین در تیم‌های ملی فوتبال جوانان آلمان، زیر ۲۰ سال آلمان، و کامبوج بازی کرده‌است.